# Josef Schleinkofer
Josef Schleinkofer   (Múnic, 19 de març de 1910 - Múnic, 1984) va ser un boxejador alemany que va competir durant la dècada de 1930.
El 1932 va prendre part en els Jocs Olímpics d'Estiu de Los Angeles, on guanyà la medalla de plata de la categoria del pes ploma del programa de boxa. Va perdre la final contra l'argentí Carmelo Robledo. En el seu palmarès també destaquen dos títols alemanys en el pes ploma, el 1931 i 1932. Entre 1934 i 1937 fou professional, amb una balanç de 9 victòries, 4 derrotes i 2 combats nuls.